# Kninska biskupija
██ Kninska biskupija u 15. stoljeću
Kninska biskupija (lat. Tininum ili Tinum) naziv je za povijesnu biskupiju te današnju upražnjenu naslovnu biskupiju. Kao i sve katoličke naslovne biskupije, nosi ime utrnute biskupije, u ovom slučaju u starohrvatskom kraljevstvu u Kninu.

## Povijest
Biskup je stolovao u naselju Pet crkava na Kosovu (danas selo Biskupija), kod Knina. Njegova se jurisdikcija protezala sve do Drave, odnosno nad cijelim starohrvatskim kraljevstvom. Neki izvori kninskog biskupa nazivaju i hrvatskim biskupom (lat. episcopus Chroatensis). Na Provincijalnom saboru održanom u Splitu 1185., Kninskoj su biskupiji određene granice s tri župe (Knin, Vrlika, Pset), a biskupu sjedište i naslov. Biskup je imao svoje dvore i u Cazinu.
Pored crkvenih dužnosti, kninski biskup je obavljao i svjetovne poslove na hrvatskom kraljevskom dvoru, kako za doba narodne dinastije Trpimirovića, tako i za vrijeme personalne unije hrvatskog i ugarskog kraljevstva pod krunama drugih vladarskih dinastijâ. Kninski biskup je ovjeravao kraljeve darovnice, povelje i državne spise sa svojim kaptolskim pečatom.
Nakon što je 1522. Knin pao pod Osmanlije, i dalje su se imenovali kninski biskupi, s posebnim zadaćama izvan Kninske biskupije. Biskupija biva službeno ukinuta kada je Knin oslobođen 1688. godine te je pripojena Šibenskoj biskupiji. Papa Lav XII. je bulom Locum Beati Petri ustanovio Dalmatinsku metropoliju čime je područje ove biskupije ušlo pod njenu upravu.
Naslovni kninski biskupi nastavit će se imenovati i nakon ukinuća biskupije, pri čemu su bili posebni biskupi kraljevskog prava koje je imenovao kralj Ugarske i Hrvatske. Obično su bili i pomoćni biskupi kaločkog nadbiskupa. Naslovni kninski biskupi bit će i po vlastitom pravu članovi Doma velikaša zajedničkog ugarsko-hrvatskog sabora sve do ukidanja ovoga doma.

## Biskupi

### Hrvatski biskupi
- Marko Judigus (oko 1050.)
- Rajner (1060. – 1066.)
- Adam (1066. – 1067.)
- Anastazije (1069.)
- Grgur (1074. – 1078.)
- Petar (1086.)
- Grgur (II.) (1089. – 1090.)

### Kninski biskupi
- Deda (1162.)
- Flasco (1177. – 1187.)
- Juraj (1196. – 1199.)
- Grgur Bribirski (1201. – 1207.)
- Miha (1210. – 1226.)
- Ladislav (1261. – 1272.)
- Nikola (1272. – 1274.)
- Jula (1274. – 1275.)
- Petar Bonches (1290. – 1300.)
- Nikola (1315. – 1325.)
- Archangelus (1330. – 1334.)
- Giovanni de Cors de Gebenna (1334. – 1337.)
- Toma (1337. – 1344.)
- Nikola (1344. – 1348.)
- Dionizije I. Lacković (1348. – 1350.)
- Blaž (1350. – 1357.)
- Johann von Töckheim (1357. – 1364.)
- Nikola (1365. – 1373.)
- Pavao (1373. – 1388.) posjednik imanja u selu Tršci (Galovac)
- Petar de Marnhaco (1388. – 1392.)
- Mihalj Dubrovčanin (1390.)
- Ladislav (1392. – 1406.)
- Nikola iz Krbave (1406. – 1428.)
- Ivan (1428. – 1437.)
- Demetrije Čupor Moslavački (1438. – 1446.)
- Benedikt de Zolio (1447.)
- Franjo Šperančić /1459. – 1462.)
- Marko Riječanin (1462. – 1467.)
- Niccolò de Monte (1467. – 1490.)
- Brizio (1492. – 1494.)
- Andrija (1525.)

### Naslovni biskupi se imenuju od 1831.
- David Szolnai (1806. – 1814.)
- Ladislav Csaky (1815.)
- Alex Jordánsky (28. veljače 1831. – 15. veljače 1840.)
- Martin Miskolczy (14. prosinca 1840. - ?)
- Josef Krautmann (15. ožujka 1852. - ?)
- János Nehiba (20. prosinca 1855. – 1875.)
- József Lányi (7. studenog 1906. – 28. rujna 1931.)
- Leopoldo Buteler (8. siječnja 1932. – 13. rujna 1934.)
- Joseph Laurent Philippe (25. travnja 1935. – 9. listopada 1935.)
- Adolfo Vorbuchner (18. travnja 1936. – 28. svibnja 1938.)
- Luis Guízar y Barragán (7. listopada 1938. – 5. travnja 1954.)
- Manuel Pereira da Costa (31. svibnja 1954. – 20. lipnja 1959.)
- Maurits Gerard De Keyzer (24. travnja 1962. – 19. siječnja 1994.)
- Jean-Pierre Blais (3. studenog 1994. – 12. prosinca 2008.)
- Sebastian Francis Shaw, (O.F.M.) (14. veljače 2009. – 14. studenog 2013.)
- Pierre Olivier Tremblay (O.M.I.) (21. svibnja 2018. - ...)

## Vanjske poveznice
- Grad Knin: O Kninu - Povijest  Arhivirana inačica izvorne stranice od 12. srpnja 2015. (Wayback Machine)
- Hrvatsko kulturno vijeće: Biskupija kod Knina
- Šibenska biskupija - Povijest  Arhivirana inačica izvorne stranice od 14. travnja 2011. (Wayback Machine)